# Вест-Алліс (Вісконсин)
Вест-Алліс (англ. West Allis) — місто (англ. city) в США, в окрузі Мілвокі штату Вісконсин. Населення — 60 325 осіб (2020).

## Географія
Вест-Алліс розташований за координатами 43°0′26″ пн. ш. 88°1′44″ зх. д. / 43.00722° пн. ш. 88.02889° зх. д. (43.007186, -88.028986).  За даними Бюро перепису населення США в 2010 році місто мало площу 29,55 км², з яких 29,49 км² — суходіл та 0,06 км² — водойми.

## Демографія
Згідно з переписом 2010 року, у місті мешкало 60 411 осіб у 27 454 домогосподарствах у складі 14 601 родини. Густота населення становила 2045 осіб/км².  Було 29353 помешкання (993/км²).
Расовий склад населення:
| - 86,7 % — білих - 3,6 % — чорних або афроамериканців - 2,0 % — азіатів - 1,1 % — корінних американців - 3,6 % — осіб інших рас |

До двох чи більше рас належало 2,9 %. Частка іспаномовних становила 9,6 % від усіх жителів.
За віковим діапазоном населення розподілялося таким чином: 20,5 % — особи молодші 18 років, 64,9 % — особи у віці 18—64 років, 14,6 % — особи у віці 65 років та старші. Медіана віку мешканця становила 37,7 року. На 100 осіб жіночої статі у місті припадало 95,9 чоловіків;  на 100 жінок у віці від 18 років та старших — 93,1 чоловіків також старших 18 років.
Середній дохід на одне домашнє господарство  становив 54 076 доларів США (медіана — 45 221), а середній дохід на одну сім'ю — 67 699 доларів (медіана — 61 629). Медіана доходів становила 42 893 долари для чоловіків та 38 294 долари для жінок. За межею бідності перебувало 14,3 % осіб, у тому числі 17,9 % дітей у віці до 18 років та 12,4 % осіб у віці 65 років та старших.
Цивільне працевлаштоване населення становило 31 836 осіб. Основні галузі зайнятості: освіта, охорона здоров'я та соціальна допомога — 22,0 %, виробництво — 17,8 %, роздрібна торгівля — 12,1 %, мистецтво, розваги та відпочинок — 10,7 %.

## Мистецтво та культура
Щорічно в ярмарковому парку штату відбувається ярмарок штату Вісконсину.